# 脂红路210号别墅
脂红路210号别墅，即原宋美龄别墅，是中国江西省九江市庐山牯岭的一座历史建筑，位于脂红路210号（25号），旧门牌号为脂红路15D2号。于1987年4月13日由庐山风景名胜区管理局列为庐山风景名胜区文物保护单位。
脂红路210号别墅建于1910年，主人是常驻上海的美国人莫尔通姐妹（Morton）。这是一座石砌别墅，位于高高的陡坡之上。设有敞开式石柱外廊，蓝色菱形木格门窗。建筑面积236.7平方米。
1927年，北伐战争后，外国传教士出售庐山别墅，该建筑为上海的倪桂珍购买。同年12月1日，其女宋美龄与蒋介石结婚，这座别墅即作为陪嫁。1930年12月,蒋介石前往江西剿共，13日,蒋氏夫妇上庐山，即住在脂红路别墅，至24日下山。1931年6月25日至29日,蒋独自上庐山,1932年6月10日至8月21日,蒋介石夫妇在庐山居住80天，1933年5月28日至8月7日,蒋氏夫妇在庐山，均在此居住。直至1933年8月8日,蒋氏夫妇搬进美庐别墅,将此别墅卖给一位德国人。1946年被庐山管理局没收。